# Charles Malapert

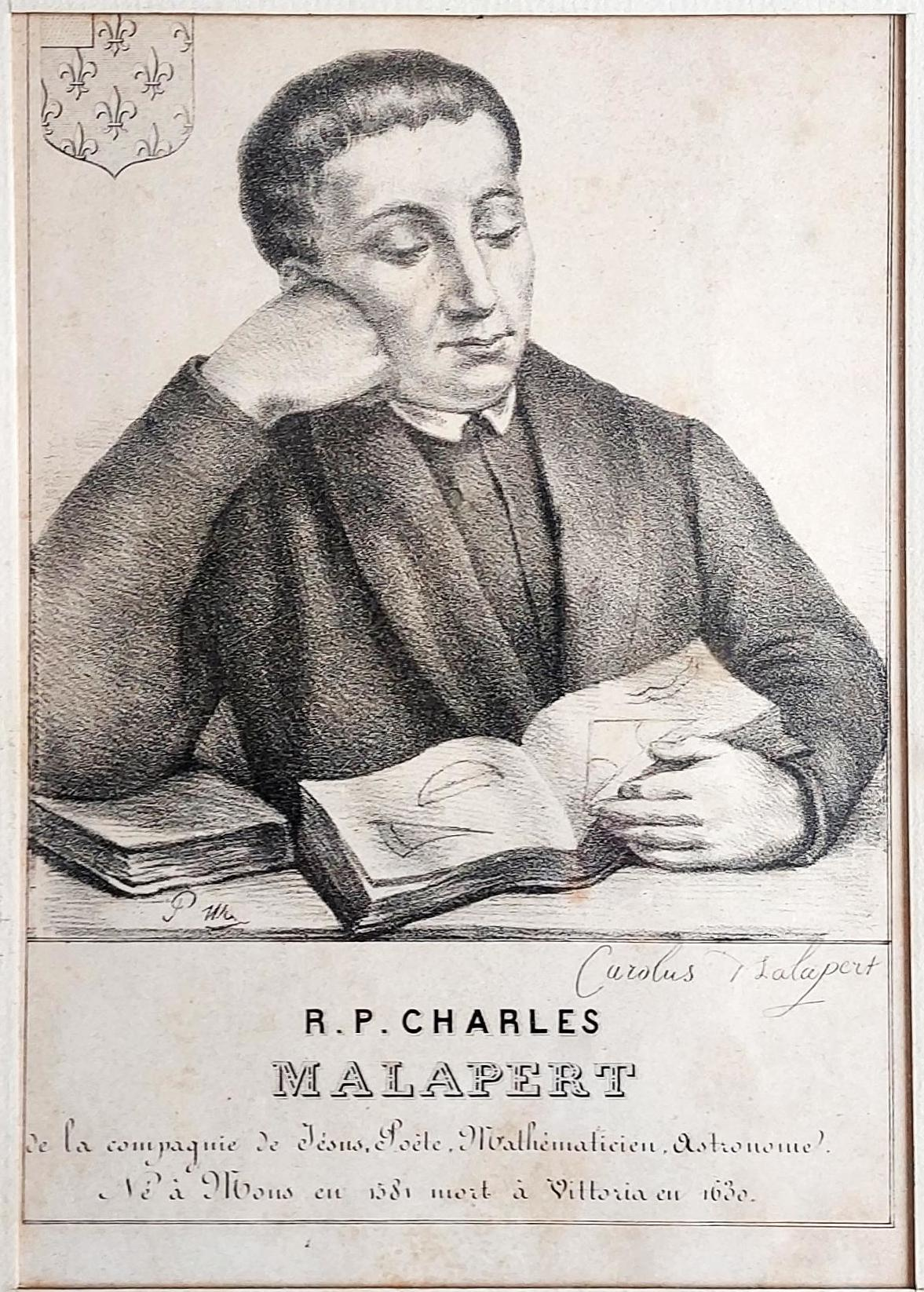
Charles Malapert

Charles Malapert (Bergen (in Henegouwen), 1581 - Vitoria-Gasteiz (Spanje), 1630) was een Belgische jezuïet, astronoom en voorstander van de aristotelische kosmologie.

## Levensloop
Hij werd aangezien als een van de verdedigers van de rooms-katholieke Kerk. Hij gebruikte waarnemingen van kometen en sterren van het zuidelijk halfrond om de hypotheses van Copernicus en Galileo aan te vallen.
Hij is bekend omwille van zijn waarnemingen van zonnevlekken en beschrijving van het maanoppervlak. De Malapert krater op de maan is naar hem genoemd.
Malapert werkte nauw samen met de jezuïet Alexius sylvius Polonus in het jezuïetencollege te Kalisz en aan de Universiteit van Dowaai.
In 1630 werd Malapert naar Spanje geroepen om een nieuw opgerichte leerstoel aan het jezuïeten college te Madrid (Collegio Imperial) te bezetten. Onderweg werd hij echter ziek en Sylvis Polonus nam zijn plaats in.
Naast astronomie was Malapert ook een begaafd dichter en schreef hij theaterstukken die tamelijk succes kenden in de 17e eeuw.